# Romasjön
Romasjön är en sjö i Alvesta kommun i Småland och ingår i Mörrumsåns huvudavrinningsområde. Sjön har en area på 0,0625 kvadratkilometer och ligger 162,9 meter över havet.

## Delavrinningsområde
Romasjön ingår i det delavrinningsområde (630172-142445) som SMHI kallar för Utloppet av Salen. Medelhöjden är 149 meter över havet och ytan är 57,26 kvadratkilometer. Räknas de 100 avrinningsområdena uppströms in blir den ackumulerade arean 2 059,36 kvadratkilometer. Avrinningsområdets utflöde Mörrumsån (Åbyån) mynnar i havet. Avrinningsområdet består mestadels av skog (40 procent) och jordbruk (15 procent). Avrinningsområdet har 18,22 kvadratkilometer vattenytor vilket ger det en sjöprocent på 31,8 procent. Bebyggelsen i området täcker en yta av 1,23 kvadratkilometer eller 2 procent av avrinningsområdet.